# 2888 Hodgson
A 2888 Hodgson (ideiglenes jelöléssel 1982 TO) a Naprendszer kisbolygóövében található aszteroida. Edward L. G. Bowell fedezte fel 1982. október 13-án.